# Trasparente (cinema)
Il trasparente è un particolare schermo trasparente o traslucido usato nel teatro di posa, sul quale vengono retroproiettate immagini di una veduta fissa o in movimento che faranno da sfondo alla scena ripresa.
Era largamente utilizzato nel cinema prima dell'avvento del blue screen, quando ad esempio si riprendeva gli attori seduti in un'automobile, dando l’illusione del movimento grazie alle immagini che scorrevano sul trasparente e che erano visibili dai finestrini. Era un modo per abbassare i costi ed evitare le riprese in esterno, esattamente come lo è oggi il blue screen.